# Picpus (film)
Picpus è un film del 1943 diretto da Richard Pottier.
La pellicola, sceneggiata da Jean-Paul Le Chanois e con Albert Préjean nel ruolo di Maigret, è tratta dal romanzo Maigret e la chiromante dello scrittore belga Georges Simenon.